# ادوارد مناتساکانیان
ادوارد آندرانیکی مناتسکانیان (ارمنی: Էդուարդ Անդրանիկի Մնացականյան; زاده ۶ دسامبر ۱۹۳۸ - درگذشته ۱۸ ژانویه ۲۰۱۶) استادبزرگ شطرنج اهل ارمنستان بود.
وی در پنج دوره مسابقات قهرمانی شطرنج ارمنستان به مقام اول رسید.
| به‌دلیل برخی مشکلات فنی، نمودارها موقتاً قابل مشاهده نیستند. اطلاعات بیشتر پیرامون این مشکل در فابریکاتور و وبگاه مدیاویکی در دسترس است. | |
| | به‌دلیل برخی مشکلات فنی، نمودارها موقتاً قابل مشاهده نیستند. اطلاعات بیشتر پیرامون این مشکل در فابریکاتور و وبگاه مدیاویکی در دسترس است. |